# Judith Liere
Judith Liere (* 1979 in Ehringshausen) ist eine deutsche Journalistin und Schriftstellerin.

## Leben
Judith Liere studierte Germanistik, Theaterwissenschaft und Italienische Literaturwissenschaft in Marburg, Florenz und Hamburg. Nach dem Studium arbeitete sie zunächst drei Jahre als Dramaturgie-Assistentin am Wiener Burgtheater. In dieser Zeit verfasst Liere Texte für die Online-Seite jetzt.de der Süddeutschen Zeitung und NEON. In der Folgezeit schrieb Liere als Kolumnistin für den UniSPIEGEL und war unter anderem auch auf dem Cover einer der Ausgaben zu sehen.
Liere absolvierte die Deutsche Journalistenschule in München. Danach arbeitete sie bei der Süddeutschen Zeitung, erst als Kultur-Reporterin im München-Ressort, dann als Berlin-Korrespondentin für das Ressort Panorama. Sie war außerdem regelmäßige Streiflicht-Autorin. Ihre Kolumne Dreißignochwas erschien 2013/14 im Wochenendteil der Süddeutschen Zeitung.
Von 2014 bis 2016 war Judith Liere Redakteurin beim Magazin NEON. Seit 2016 arbeitet sie im Kulturressort des Stern, seit 2018 als Ressortleiterin. 2021 wechselte sie zu Zeit Online, als stellvertretende Ressortleiterin in der Kultur. Judith Liere schreibt über Themen aus den Bereichen Literatur, Reise, Gesellschaft und Film.
2017 verbrachte sie als Stipendiatin des Arthur F. Burns-Fellowships zwei Monate in den USA und Kanada.
Seit 2021 leitet sie gemeinsam mit Dirk Peitz das Ressort Kultur bei Zeit Online.

## Auszeichnungen
- 2009 Nominierung Südtirol Medienpreis[9]
- 2010 European Young Journalist Award der Europäischen Kommission[10]
- 2016 Karibik-Journalistenpreis[11]
- 2017 Nominierung Dietrich-Oppenberg-Medienpreis der Stiftung Lesen[12]

## Werke
- Hit-Single, Roman, erschienen 2006 im Rowohlt-Verlag[13]
- Probezeit, Roman, erschienen 2008 im Piper-Verlag[14]